# 亚伯拉罕·波诺·格斯纳

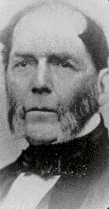
亚伯拉罕·波诺·格斯纳

亚伯拉罕·波诺·格斯纳（英語：Abraham Pineo Gesner，/ˈɡɛsnər/，1797年5月2日—1864年4月29日）是一位加拿大物理学家和地质学家，他发明了煤油。格斯纳出生于Cornwallis, Nova Scotia，大部分时间生活在圣约翰，死于哈利法克斯。他是加拿大自然和地质学历史中的重要人物。